# Чемпионат мира по шорт-треку 1977
Чемпионат мира по шорт-треку 1977 года проходил с 16 по 17 апреля в Гренобле (Франция) на стадионе La Patinoire Municipale.

## Общий медальный зачёт
| Место         | Страна         | Золото | Серебро | Бронза | Всего |
| ------------- | -------------- | ------ | ------- | ------ | ----- |
| 1             | Канада         | 7      | 4       | 3      | 14    |
| 2             | США            | 1      | 5       | 3      | 9     |
| 3             | Великобритания | 1      | 1       | 0      | 2     |
| 4             | Япония         | 1      | 0       | 4      | 5     |
| Всего медалей | Всего медалей  | 10     | 10      | 10     | 30    |

## Медалисты

### Мужчины
| Дисциплина       | Золото                                                                                      | Серебро                                                         | Бронза                                                                           |
| ---------------- | ------------------------------------------------------------------------------------------- | --------------------------------------------------------------- | -------------------------------------------------------------------------------- |
| Многоборье       | Гаэтан Буше Канада                                                                          | Крейг Кресслер США                                              | Хироси Тода Япония                                                               |
| 500 м            | Гаэтан Буше Канада                                                                          | Крейг Кресслер США                                              | Хироси Тода Япония                                                               |
| 1000 м           | Гаэтан Буше Канада                                                                          | Стивен Пирс Великобритания                                      | Крейг Кресслер США                                                               |
| 1500 м           | Хироси Тода Япония                                                                          | Крейг Кресслер США                                              | Гаэтан Буше Канада                                                               |
| Эстафета, 5000 м | Великобритания · Стивен Пирс · Джеффри Стокдейл · Гарри Спрэгг · Филипп Уокер · Рой Сандерс | Канада · Гаэтан Буше · Денис Ганьон · Жак Тибо · Мишель Карриер | Япония · Хироси Тода · Микихито Кашивабара · Микихито Конда · Тошикацу Фуджитани |

### Женщины
| Дисциплина       | Золото                                                            | Серебро                                                              | Бронза                                                                            |
| ---------------- | ----------------------------------------------------------------- | -------------------------------------------------------------------- | --------------------------------------------------------------------------------- |
| Многоборье       | Бренда Уэбстер Канада                                             | Кэтлин Вогт Канада                                                   | Вали Рейман США                                                                   |
| 500 м            | Бренда Уэбстер Канада                                             | Кэтлин Вогт Канада                                                   | Нэнси Дернин США                                                                  |
| 1000 м           | Кэтлин Вогт Канада                                                | Пегги Хартрич США                                                    | Бренда Уэбстер Канада                                                             |
| 1500 м           | Бренда Уэбстер Канада                                             | Валери Рейман США                                                    | Викки Рейман США                                                                  |
| Эстафета, 3000 м | США · Вали Рейман · Селеста Хлапати · Пегги Хартрич · Вики Рейман | Канада · Кэти Тернбулл · Кэтлин Вогт · Бренда Уэбстер · Нэнси Дернин | Япония · Мияко Касахара · Сейко Мизутани · Мика Като · Миёси Като · Тиеко Сугиара |